# 清净庵

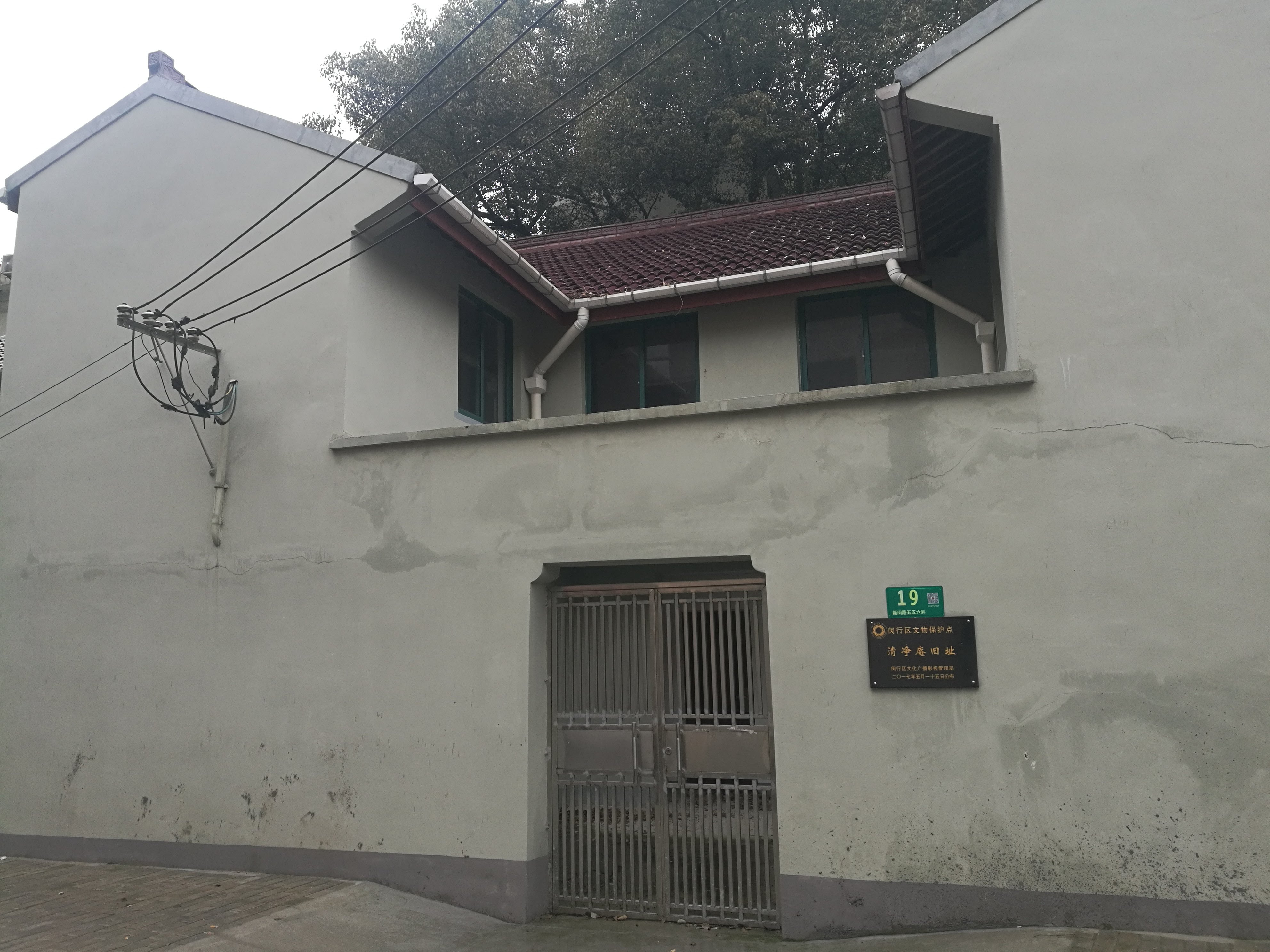
清净庵旧址

清净庵旧址，位于中国上海市闵行区江川路街道新闵路556弄17号、19号，是闵行区公布的第二批22处文物保护点之一，由闵行区文化广播影视管理局于2017年5月15日公布。